# Xã Inkster, Quận Grand Forks, Bắc Dakota
Xã Inkster (tiếng Anh: Inkster Township) là một xã thuộc quận Grand Forks, tiểu bang Bắc Dakota, Hoa Kỳ. Năm 2010, dân số của xã này là 139 người.